# Камидзё, Юдзи
Юдзи Камидзё (яп. 上條 有司; род. 7 апреля 1986 года, Мацумото, Япония) — японский конькобежец. Специализируется на дистанциях 500 и 1000 метров.
В 2011 году на Чемпионате Японии по конькобежному спорту в дистанции 1000 метров стал бронзовым призёром.
Принимал участие на зимних Олимпийских играх 2014 года в Сочи заняв 20-е место на дистанции 500 метров. В этом же году на Чемпионате мира по конькобежному спорту в спринтерском многоборье 2014 занял 15-е место.

## Личные рекорды
| Дистанция | Дата           | Арена   | Время   |
| --------- | -------------- | ------- | ------- |
| 500м      | 21 марта 2010  | Калгари | 34,76   |
| 1000м     | 21 марта 2010  | Калгари | 1.10,01 |
| 1500м     | 9 августа 2009 | Калгари | 1.51,37 |
| 3000м     | 1 января 2001  | Сеул    | 4.33,78 |
| 5000м     | 2 января 2001  | Сеул    | 8.00,45 |